# Список хет-триков сборной СССР по футболу
Список хет-триков сборной СССР по футболу — список, включающий в себя все хет-трики (в классическом понимании этого слова — от трёх и больше), забитые игроками сборной команды СССР по футболу или в её ворота игроками сборных команд других стран.
Единственным игроком сборной СССР по футболу, реализовавшим хет-трик трижды (все 3 раза по три гола), стал Эдуард Стрельцов.
Все реализованные игроками сборной хет-трики включали по три гола.

## Хет-трики
Первым игроком сборной СССР по футболу, реализовавшим хет-трик, стал Всеволод Бобров в матче олимпийского футбольного турнира против сборной Югославии 20 июля 1952 года.
Последним игроком сборной, реализовавшим хет-трик был Олег Протасов в товарищеском матче против сборной Греции 23 марта 1988 года — за три года до того, как СССР распался, а значит и сама сборная, прекратила своё существование.
За всё время существования игроки сборной СССР забили 14 хет-триков с общим количеством забитых в них голов в 42 против 4 допущенных к реализации в своих воротах хет-триков 4-мя разными командами соперников с общим количеством пропущенных голов в пределах таких хет-триков в 13.

### Легенда
- ОИ — летние Олимпийские игры
- ОЧМ — отборочный турнир к чемпионату мира
- ОЧЕ — отборочный турнир к чемпионату Европы
- ТМ — товарищеский матч
- ЧМ — чемпионат мира

Голы сборной СССР выделены цветом.
| Дата             | Голы | Игрок                | Соперник  | Стадион                         | Соревнование | Счёт | Прим.  |
| ---------------- | ---- | -------------------- | --------- | ------------------------------- | ------------ | ---- | ------ |
| 20 июля 1952     | 3    | Всеволод Бобров      | Югославия | Ратина (Тампере)                | ОИ 1952      | 5:5  | [ 5 ]  |
| 26 июня 1955     | 3    | Эдуард Стрельцов     | Швеция    | Росунда (Стокгольм)             | ТМ           | 0:6  | [ 1 ]  |
| 16 сентября 1955 | 3    | Эдуард Стрельцов     | Индия     | Динамо (Москва)                 | ТМ           | 11:1 | [ 2 ]  |
| 16 сентября 1955 | 3    | Сергей Сальников     | Индия     | Динамо (Москва)                 | ТМ           | 11:1 | [ 2 ]  |
| 1 июля 1956      | 3    | Анатолий Ильин       | Дания     | Идрэтспаркен (Копенгаген)       | ТМ           | 2:5  | [ 3 ]  |
| 15 августа 1957  | 3    | Никита Симонян       | Финляндия | Олимпийский стадион (Хельсинки) | ОЧМ 1958     | 0:10 | [ 6 ]  |
| 19 мая 1960      | 3    | Виктор Понедельник   | Польша    | Ст. им. В. И. Ленина (Москва)   | ТМ           | 7:1  | [ 7 ]  |
| 27 апреля 1962   | 3    | Алексей Мамыкин      | Уругвай   | Ст. им. В. И. Ленина (Москва)   | ТМ           | 7:1  | [ 8 ]  |
| 3 октября 1965   | 3    | Анатолий Банишевский | Греция    | Караискакис (Пирей)             | ОЧМ 1966     | 1:4  | [ 9 ]  |
| 17 декабря 1967  | 3    | Эдуард Стрельцов     | Чили      | Национальный стадион (Сантьяго) | ТМ           | 1:4  | [ 4 ]  |
| 18 сентября 1971 | 3    | Виктор Колотов       | Индия     | Динамо (Москва)                 | ТМ           | 5:0  | [ 10 ] |
| 5 апреля 1978    | 3    | Олег Блохин          | Финляндия | Раздан (Ереван)                 | ТМ           | 10:2 | [ 11 ] |
| 15 июня 1986     | 3    | Игорь Беланов        | Бельгия   | Леон (Леон)                     | ЧМ 1986      | 4:3  | [ 12 ] |
| 23 марта 1988    | 3    | Олег Протасов        | Греция    | Олимпийский стадион (Афины)     | ТМ           | 0:4  | [ 13 ] |